# Vața de Jos (gmina)
Vața de Jos – gmina w Rumunii, w okręgu Hunedoara. Obejmuje miejscowości Basarabasa, Birtin, Brotuna, Căzănești, Ciungani, Ocișor, Ociu, Prăvăleni, Prihodiște, Tătărăștii de Criș, Târnava de Criș, Vața de Jos i Vața de Sus. W 2011 roku liczyła 3728 mieszkańców.